# Juré
Juré ist eine französische Gemeinde mit 245 Einwohnern (Stand 1. Januar 2022) im Département Loire in der Region Auvergne-Rhône-Alpes (vor 2016 Rhône-Alpes). Juré gehört zum Arrondissement Roanne und zum Kanton Renaison. Die Einwohner werden Jurésiens genannt.

## Geographie
Juré liegt etwa 25 Kilometer südwestlich von Roanne am Aix. Umgeben wird Juré von den Nachbargemeinden Cremeaux im Norden und Osten, Luré im Osten, Grézolles im Südosten, Saint-Martin-la-Sauveté im Süden, Saint-Marcel-d’Urfé im Westen und Südwesten sowie Saint-Just-en-Chevalet im Nordwesten.
Durch die Gemeinde führt die Autoroute A89.

## Bevölkerungsentwicklung
| Jahr                       | 1962 | 1968 | 1975 | 1982 | 1990 | 1999 | 2006 | 2017 |
| Einwohner                  | 388  | 361  | 272  | 274  | 208  | 209  | 243  | 242  |
| Quellen: Cassini und INSEE |      |      |      |      |      |      |      |      |

## Sehenswürdigkeiten
- Viadukt: 36 Meter hoch und 150 Meter lang, zwischen 1912 und 1939 Eisenbahnbrücke zwischen Roanne und Cichy

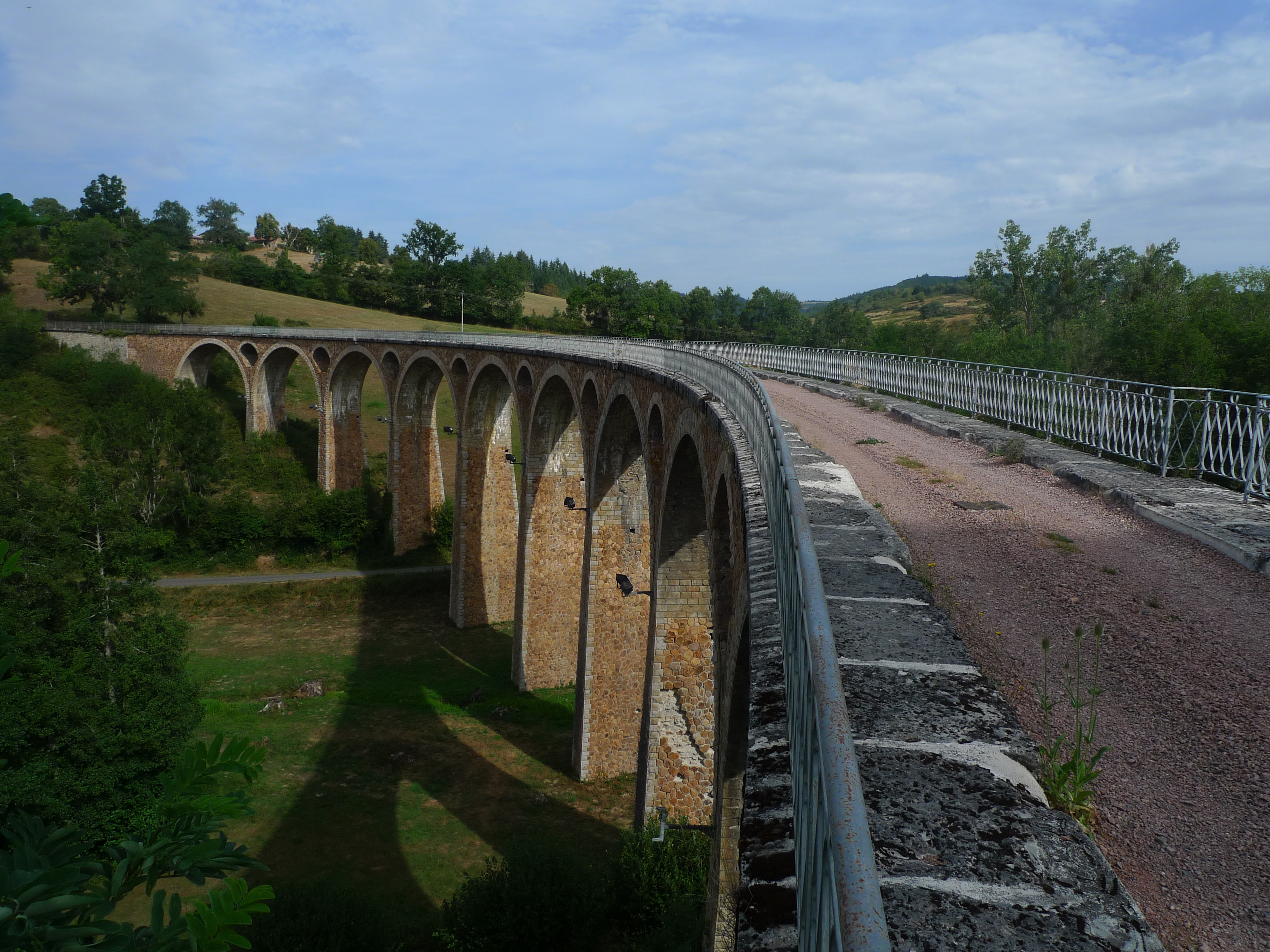
Brücke „Viaduc de Juré“

- Bleiglanzmine von Juré